# پست‌بوم آبی
پست‌بوم آبی (انگلیسی: Aby Lowland) یک دشت در جمهوری یاقوتستان کشور روسیه است.